# 宁静之机
《宁静之机》（英語：Give Peace a Chance）是美国医务剧《实习医生格蕾》第6季的第7集，也是整部剧集的第109集，由钱德拉·威尔森（Chandra Wilson）执导，彼得·诺沃克（Peter Nowalk）编剧，2009年10月29日通过美国广播公司在美国首播。《实习医生格蕾》的故事主要围绕西雅图的一家虚构医院及院中医生展开。德里克·谢柏德（帕特里克·丹普西饰）在本集裡不顾外科主任医师理查德·韦伯反对，为一例其他大夫认为“无法手术”的肿瘤病患实施手术。
《宁静之机》的剧情主要围绕丹普西的角色展开。凯瑟琳·海格尔因参与摄制2010年电影《我们所知道的生活》而没有在本集中出现。马克·索尔、杰西·威廉姆斯和诺拉·泽特纳再度客串演出，同时客串出场的还有法兰·塔希尔，这也是他唯一一次出演本剧。节目获得了电视评论员的好评，特别是塔希尔的角色反响良好，钱德拉·威尔森还因本集获有色人种促进协会形象奖。本集节目在美国首播时吸引了1374万观众收看，在18至49岁年龄段人群中收获了5.2/13的收视率，并且也是当晚所有电视节目收视人数的季军。

## 剧情
西雅图仁爱西慈医院外科主任医师理查德·韦伯（Richard Webber，小詹姆斯·皮肯斯饰）在院中推行新的计算机手术调度制度，但引起许多医生的反感。这天，医院技术人员艾萨克（法兰·塔希尔饰）把自己所患肿瘤的光片拿给德里克·谢柏德医生（Dr. Derek Shepherd，帕特里克·丹普西饰）。X光片反应出的肿瘤情况非常复杂，此前已有多位医生称这样的肿瘤没有可能通过手术治疗，均表示无能为力，但艾萨克还是抱着一线希望找到谢柏德，希望后者为他主刀除去肿瘤。谢柏德同意手术，然而韦伯认为院方风险过高从而拒绝批准，但是，谢柏德仍然执意要为艾萨克动手术。许多医生都期望能够作为主刀医生的助手参与这难得一见的手术，因此谢柏德主持了一场技能比拼，胜出者就可以成为手术台旁的助手。史蒂夫·莫斯托在比赛过程中出现失误，克莉丝汀娜·杨（Cristina Yang，吴珊卓饰）于是相信自己一定能够脱颖而出，但最终胜出的却是杰克逊·艾弗里医生。莱克西·格蕾并没有参加竞争，因为谢柏德预计手术时间会很长从而希望她在这一期间充当护理。手术期间，格蕾需要照顾好主治医生，为他擦汗、按摩等，中间甚至不能上厕所，为此她在进手术室前穿上了尿布，这种勇气和奉献精神让杨深感钦佩。
伊兹·史蒂文斯（Izzie Stevens，凯瑟琳·海格尔饰）没有按时前来医院接受白细胞介素-2治疗，亚历克斯·卡雷夫（Alex Karev，賈斯汀·錢柏斯饰）给她打电话也没有接，这让他很难过，还因此向另一位住院医生里德·亚当森（Reed Adamson，诺拉·泽特纳饰）哭诉。虽然有马克·斯隆（Mark Sloan，埃里克·迪恩饰）、米兰达·贝利（Miranda Bailey，钱德拉·威尔森饰）和凯莉·托瑞斯（Callie Torres，莎拉·拉米尔兹饰）在一旁打气，但谢柏德在手术室整整站了10个小时也没能想到稳妥的手术办法。韦伯命令谢柏德不要再浪费医院资源，立即停止手术。此后不久，艾萨克醒了过来，谢柏德告诉他，手术一旦进行就无可避免地会导致他瘫痪。艾萨克坦然接受，他说服谢柏德次日再瞒着韦伯为自己动手术，当晚，谢柏德在自己卧室的墙上画上手术图表。次日，他成功移除了大部分肿瘤，艾萨克体内只剩下很少的一部分肿瘤细胞。韦伯发现了手术并准备直接插手干预，但亚利桑那·罗宾斯（潔西卡·卡普肖饰）阻止了他，叫他睁只眼闭只眼。为了除去余下的肿瘤细胞，谢柏德必须要切断一根神经，但谁都不知道到底哪根会导致病人瘫痪。此时，他哼起计数儿歌《尹尼，米尼，迈尼，莫》（Eeny, meeny, miny, moe），曲段结束时停在哪条神经就切断哪条，最终，他成功移除了整个肿瘤，并且切断的神经也没有导致艾萨克瘫痪。手术取得了圆满成功，但韦伯仍然对谢柏德无视自己的命令感到愤怒并把他解雇。谢柏德对此淡然一笑，他轻松地回到家，和妻子梅莉迪丝·格蕾（艾伦·旁派饰）一起喝香槟庆祝。

## 制作

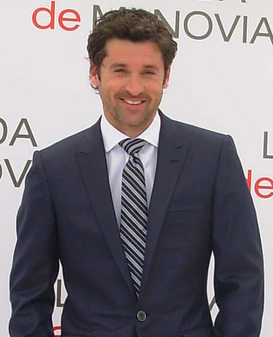
彼得·诺沃克决定让本集剧情围绕帕特里克·丹普西（图）的角色展开

《宁静之机》剧长43分钟，由彼得·诺沃克编剧，钱德拉·威尔森执导，威尔森还在剧中扮演米兰达·贝利一角。节目中的音乐由珍妮·巴拉克（Jenny Barak）编辑，唐纳德·李·哈里斯（Donald Lee Harris）担任艺术指导设计师。凯瑟琳·海格尔因参与摄制2010年浪漫喜剧片《我们所知道的生活》而没有在本集中出现。片中采用的歌曲是棒棒仙女的《月亮和月亮》（Moon and Moon），收录在她们的第二张专辑《两个太阳》（Two Suns）中。马克·索尔、杰西·威廉姆斯和诺拉·泽特纳再度客串演出，分别诠释史蒂夫·莫斯托、杰克逊·艾弗里和里德·亚当森，同时客串出场的还有出演艾萨克的法兰·塔希尔，这也是他唯一一次在本剧中露面。剧中手术室的镜头是在洛杉矶卢斯费利斯（Los Feliz）的展望制片厂拍摄。据诺沃克表示，由于涉及一些技术性问题，这些镜头的拍摄难度很大。本集拍摄期间，艾伦·旁派已有了8个半月身孕，因此她在节目中的出场时间很少。
据诺沃克表示，剧中莱克茜身穿尿布是受到某期《奥普拉·温弗里秀》的影响。他称：“用块尿布还算不上什么大的飞跃，我们的医生们天生都很强悍。”诺沃克把这集当作一场试验，主要围绕谢柏德一角展开。他还称，艾萨克的故事情节源于洛杉矶神经外科医生罗伯特·布雷（Robert Bray）。诺沃克希望能让《宁静之机》“与众不同”，这主要是因为海格尔的角色没有在本集亮相。他还称赞了威尔森的导演功底，称“她既能演、又能唱，现在还能导了”。剧中有相当长一段时间都是谢柏德盯着病人的肿瘤思考对策，对此诺沃克称：
“与以往的大部分节目相比，本集更加宁静，更加单纯。德里克是我们唯一的关注焦点，而且也的确是个了不起的人物，值得花一整集去关注。帕特里克·丹普西在荧光屏上的表现真是让人情不自禁地感到惊讶，他不发一言就如同千言万语。只需看他一眼，你就仿佛听闻了一段完整的内心独白。这是种不可多得的天赋，我们也非常期望能够在这有关宁静与详和的一集裡充分利用这一天赋。”——彼得·诺沃克

## 反响
《宁静之机》于2009年10月29日通过美国广播公司在美国首播，共计吸引了1374万观众收看，与吸引1504万观众的上一集《见我所见》相比有明显下滑，但仍可以在当晚所有电视节目中排名第4，仅次于2009年世界大赛第二场比赛、哥伦比亚广播公司的《犯罪现场调查》和《超感神探》。节目的收视率排行不高，但从尼尔森收视率调查结果看，北美东部时区晚21点时间段以及整个夜间时间段裡，美国所有18至49岁年龄段人士中有5.2%观看《宁静之机》，当时有看电视的这一年龄段观众群裡则有13%收看了这集节目，这个数字超过了《犯罪现场调查》、《超感警探》和《私人诊所》，仅次于2009年世界大赛排行第2。不过，这一成绩仍然不及上集，《见我所见》在18至49岁年龄段人群中的收视率达到5.6/14。

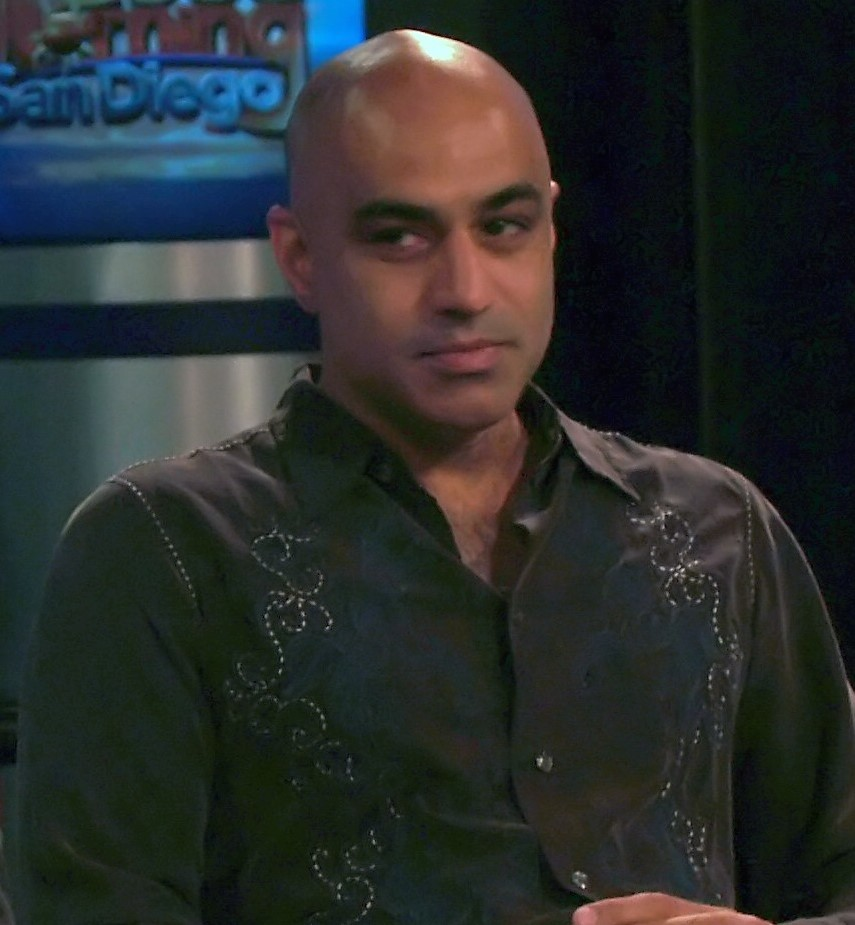
法兰·塔希尔诠释的艾萨克一角获得多位评论员赞赏

本集节目获得了电视评论员的普遍好评。《赫芬顿邮报》的迈克尔·帕斯夸（Michael Pascua）称赞《宁静之机》“以人物带动（剧情）发展”的结构，但批评其中的俚语对白“听起来就像是音乐电视网的戏剧作品”，让整集节目有“碰运气”之嫌。帕斯夸对塔希尔饰演的人物予以好评，称：“我希望他能在以后的节目中重现，（哪怕）只是提醒大家，要有耐心，要心怀希望”。史蒂夫·玛什（Steve Marsi）在《电视迷》（TV Fanatic）中给予本集正面评价，称节目表现赢得了自己的尊重，此外，也称赞了塔希尔的角色。玛什对谢柏德一角的发展感到满意，称他是“最好的（医生）”，他还认为威尔森的执导功力出色，有望获得艾美奖提名。《娱乐周刊》的珍妮弗·阿姆斯特朗（Jennifer Armstrong）对节目的看法有些矛盾，称“这种无时不在的全医疗式剧集也该结束了”。不过，她觉得谢柏德在墙上绘出图形的情节“太妙了”，塔希尔的角色也很“可爱”。在阿姆斯特朗看来，《宁静之机》已经有《急诊室的故事》的风格，而她不希望在《实习医生格蕾》中看到《急诊室的故事》的影子。《电视指南》的亚当·布莱恩特（Adam Bryant）觉得这集比《见我所见》更加出色，但对卡雷夫和亚当森发展出的浪漫情感不以为然。他在评论中总结指出，《宁静之机》“证明，梅莉迪丝·格蕾并不需要独自承当起节目中所有的重担”。
卡丽·贝尔（Carrie Bell）在《人物》周刊发文，称赞这集节目在一众演员间取得了平衡。她钟爱艾萨克一角，觉得节目中的团队协作证明，“团队中容不下自我中心”。前《明星纪事报》（Star-Ledger）编辑阿兰·塞平沃尔（Alan Sepinwall）觉得节目有好的开场，还赞扬了剧中主题的转变和谢柏德一角的发展。格伦·迪亚兹（Glenn Diaz）在网站发文，称这集节目有浓厚的喜剧色彩，例如罗宾斯挺身而出阻止韦伯的情节就“太搞笑了”，杨也是这集的“开心果”。在网站的一位资深编辑看来，谢柏德和韦伯之间持续不断的争执有些没完没了到令人厌烦。
《宁静之机》为彼得·诺沃克赢得了人道奖60分钟节目类编剧提名。威尔森也因执导本集获有色人种促进协会形象奖正剧剧集类杰出导演奖。